# Braves Field
Braves Field fue un parque de béisbol ubicado en Boston, Massachusetts, hoy día estadio Nickerson Field en el campus de la Universidad de Boston. 
Fue el estadio de los Boston Braves de la Liga Nacional desde 1915 hasta 1952, antes de que los Bravos se mudaran a Milwaukee en 1953 . El estadio albergó el Juego de las Estrellas de las Grandes Ligas de Béisbol de 1936 y los partidos en casa de los Bravos durante la Serie Mundial de 1948. Los Boston Red Sox usaron el Braves Field para sus juegos en casa en Las Series Mundiales de 1915 y 1916 debido a que el estadio tenía una mayor capacidad de asientos que el Fenway Park. Braves Field fue el lugar de la última temporada de Babe Ruth, jugando para los Braves en 1935. Desde 1929 hasta 1932, los Boston Red Sox jugaron ciertos juegos de temporada regular periódicamente en Braves Field. El 1 de mayo de 1920, fue el anfitrión del juego de béisbol de ligas mayores más largo de la historia: 26 entradas, que finalmente terminaron en un empate 1–1.
Braves Field también fue sede de múltiples equipos de fútbol profesional entre 1929 y 1948, incluida la primera sede de la franquicia de la National Football League (NFL) que se convirtió en los Washington Redskins . Los Boston Redskins jugaron en el estadio de béisbol en su temporada inaugural de 1932 , luego estuvieron en el Fenway Park durante cuatro temporadas antes del traslado al sur en 1937 al Griffith Stadium en Washington D. C.
Ubicado en Commonwealth Avenue en Babcock Street, el campo de béisbol se alineaba al noreste, al igual que Fenway Park desde su apertura en abril de 1912. La mayor parte del estadio fue demolido en 1955, pero partes importantes de la estructura original aún se mantienen en pie y forma parte del complejo deportivo Nickerson Field en el campus de la Universidad de Boston.

## Fútbol Americano profesional
Mientras fue construido para el béisbol y con una rica historia de béisbol, Braves Field sirvió brevemente como anfitrión de los equipos de fútbol americano. Braves Field fue una de las dos casas (con en Fenway Park) de los Boston Bulldogs de la primera American Football League (en 1926) y los Boston Shamrocks de la segunda AFL (en 1936 y 1937). Los Pottsville Maroons fueron vendidos y trasladados al Braves Field en 1929 como los Boston Bulldogs. En 1932, se convirtió en el estadio de los Boston Braves, una franquicia de expansión de la NFL, propiedad de George Preston Marshall. Al año siguiente, después de una temporada 4–2–2, la franquicia se mudó a Fenway Park y cambió su nombre a Redskins. En 1937, la franquicia fue reubicada y se convirtió en los Washington Redskins de hoy. Más tarde, los Boston Yanks jugaron algunos juegos en Braves Field cuando Fenway Park no estaba disponible. El equipo también fue el campo de los Boston Breakers de la USFL a principios de la década de 1980.

## Béisbol

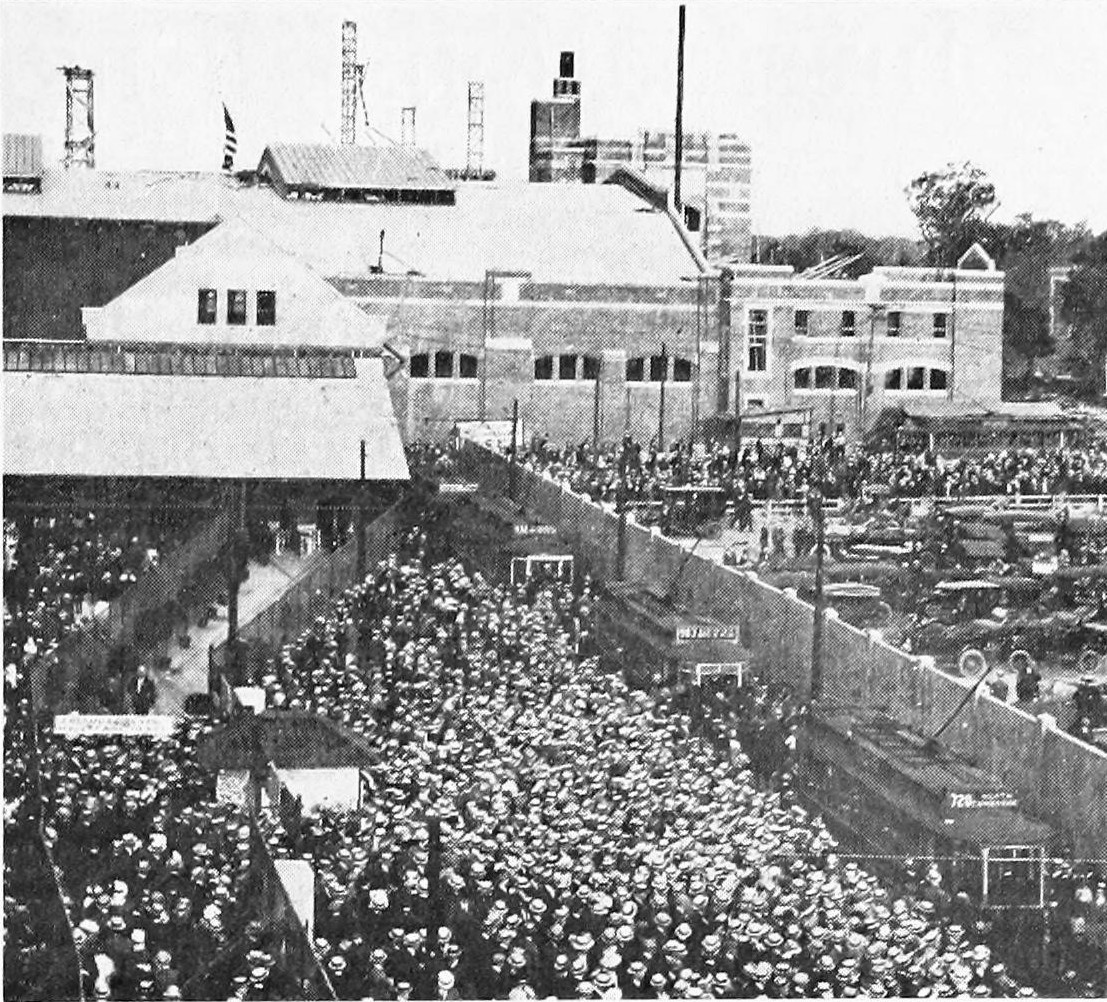
Multitudes en el tranvía fuera del campo, el 13 de agosto de 1915, El primer día de béisbol en el nuevo parque.

Antes de que los Braves se convirtiera en la primera franquicia de la era moderna em ser reubicada, en 1952, Boston Braves había estado en Boston desde 1871. Antes del Braves Field, la franquicia había jugado en el South End Grounds, en 1894 en el Congress Street Grounds, mientras que Sur End Grounds fue reconstruido después del 15 de mayo de 1894 en Roxbury Fire.
Poco después de que los Boston Red Sox abrieran Fenway Park en 1912, el dueño de los Bravos, James Gaffney, compró el antiguo Allston Golf Club, una milla al oeste de Fenway Park, para construir un nuevo parque para los Braves. La construcción costó $ 600,000, comenzó el 20 de marzo de 1915 y se completó antes del final de la temporada de 1915. El parque fue construido completamente de acero (aproximadamente 750 toneladas) y un estimado de 8 millones de libras de concreto. Braves Field abrió oficialmente el 18 de agosto de 1915 con 46,000 asistentes para ver a los Bravos derrotar a St. Louis Cardinals por 3-1. Braves Park fue el estadio más grande construido en esa época, con una capacidad de 40,000 y un sistema de tranvías que lleva al parque.
Braves Field fue apodado The Wigwam por los fanáticos. Más tarde fue apodado The Bee Hive y el nombre cambió a National League Park, de 1936–1941, un período durante el cual los propietarios cambiaron el apodo del equipo a los Boston Bees. El cambio de nombre del equipo y el estadio fueron eventualmente eliminados. Durante este lapso, fue sede del cuarto Juego de Estrellas de las Grandes Ligas de Béisbol en 1936. Con su capacidad para albergar a más fanáticos que el Fenway Park, los Red Sox usaron a Braves Field en las Series Mundiales de 1915 y 1916 ; con Braves Field aún en construcción, los Bravos habían usado Fenway Park para su título de Serie Mundial en 1914.

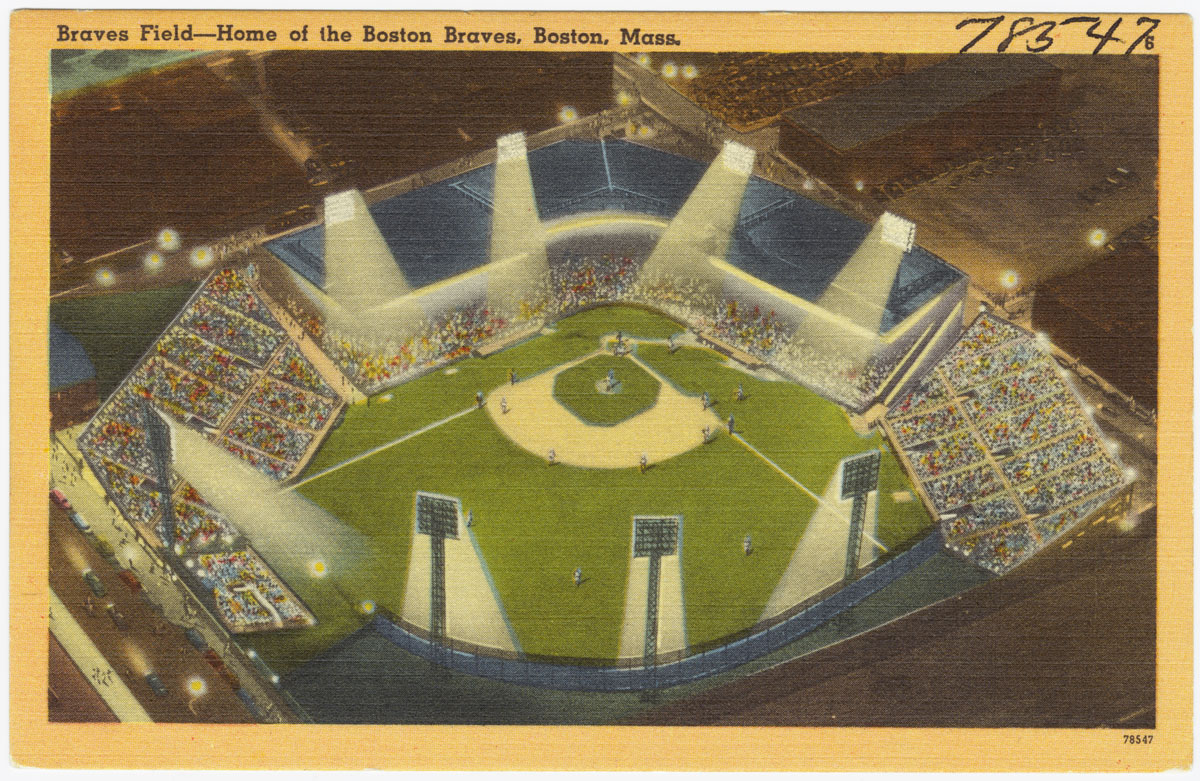
Postal que muestra las luces poco después de la instalación en 1946/47.

En cuanto al diseño, James Gaffney quería ver el juego en un campo abierto que permitiera numerosos jonrones dentro del parque. Así, el estadio se construyó en lo que era, en ese momento, las afueras de Boston, en una gran parcela rectangular, en contraste con el bloque acogedor y torcido que contiene Fenway Park. Las gradas estaban casi totalmente en territorio de foul, dejando poco en los jardines a los que los jugadores podían pegar un cuadrangular, con las cercas a más de 400 pies (120 m) de distancia por las líneas y casi 500 pies (150 m) hasta el punto muerto, golpear la bola sobre las cercas exteriores era casi imposible durante la era de la bola muerta. Una brisa fuerte que viene del jardín central a través del Río Charles disminuyó aún más las posibilidades de ver a los jonrones fuera del parque. El único objetivo posible en los jardines era una pequeña sección de blanqueador, que se conoció como The Jury Box después de que un periodista de deportes notara durante un juego lento a mitad de semana que solo había doce personas sentadas en el stand de 2000 asientos. Ty Cobb visitó el parque y comentó: "Nadie sacará una bola de este parque". La gran área de terreno de foul favoreció aún más a los lanzadores.
Le tomó siete años y una pelota más animada antes de que un bateador pegara un jonrón que despejó la pared exterior sobre la marcha. El receptor de los New York Giants , Frank Snyder, bateó el primer jonrón de las Grandes Ligas en la historia de Braves Field en 1922 cuando despejó el poste de foul del jardín izquierdo. Mientras tanto, seguía siendo un parque de lanzadores, tal vez nunca más que el 1 de mayo de 1920, cuando el lanzador de los Brooklyn Dodgers , Leon Cadore y el lanzador de los Bravos, Joe Oeschger cerraron las bocinas para un par de actuaciones de juego completo que continuaron para una quietud - Registro de 26 entradas. Después de todo ese trabajo, el juego terminó en un empate 1–1, debido a la oscuridad.
En el advenimiento de la era de la pelota animada, quedó claro que los fanáticos no estaban contentos con la visión de Gaffney de cómo debería jugarse el béisbol, y que se construyeron cercas internas, y se movían regularmente, entrando y saliendo por caprichos. Más tarde, la propiedad del equipo llegó incluso a desplazar todo el campo en el sentido de las agujas del reloj (hacia el campo derecho) en un punto. Un año después de abrir el Braves Field, Gaffney había vendido a los Bravos, pero mantuvo el estadio. Gaffney y sus herederos arrendaron el estadio a los dueños de los Bravos hasta 1949, cuando sus herederos lo vendieron de nuevo a los Bravos por aprox. $ 750,000.
El domingo, 21 de septiembre de 1952, Brooklyn Dodgers derrotó a los Bravos, 8–2, ante de 8.822 fanáticos en el último juego de Grandes Ligas en Braves Field. Roy Campanella conectó el último jonrón para ayudar a Joe Black a derrotar a un equipo de los Bravos, con el novato Eddie Mathews de 20 años, quien fue tercero.

## Cierre y Renovación

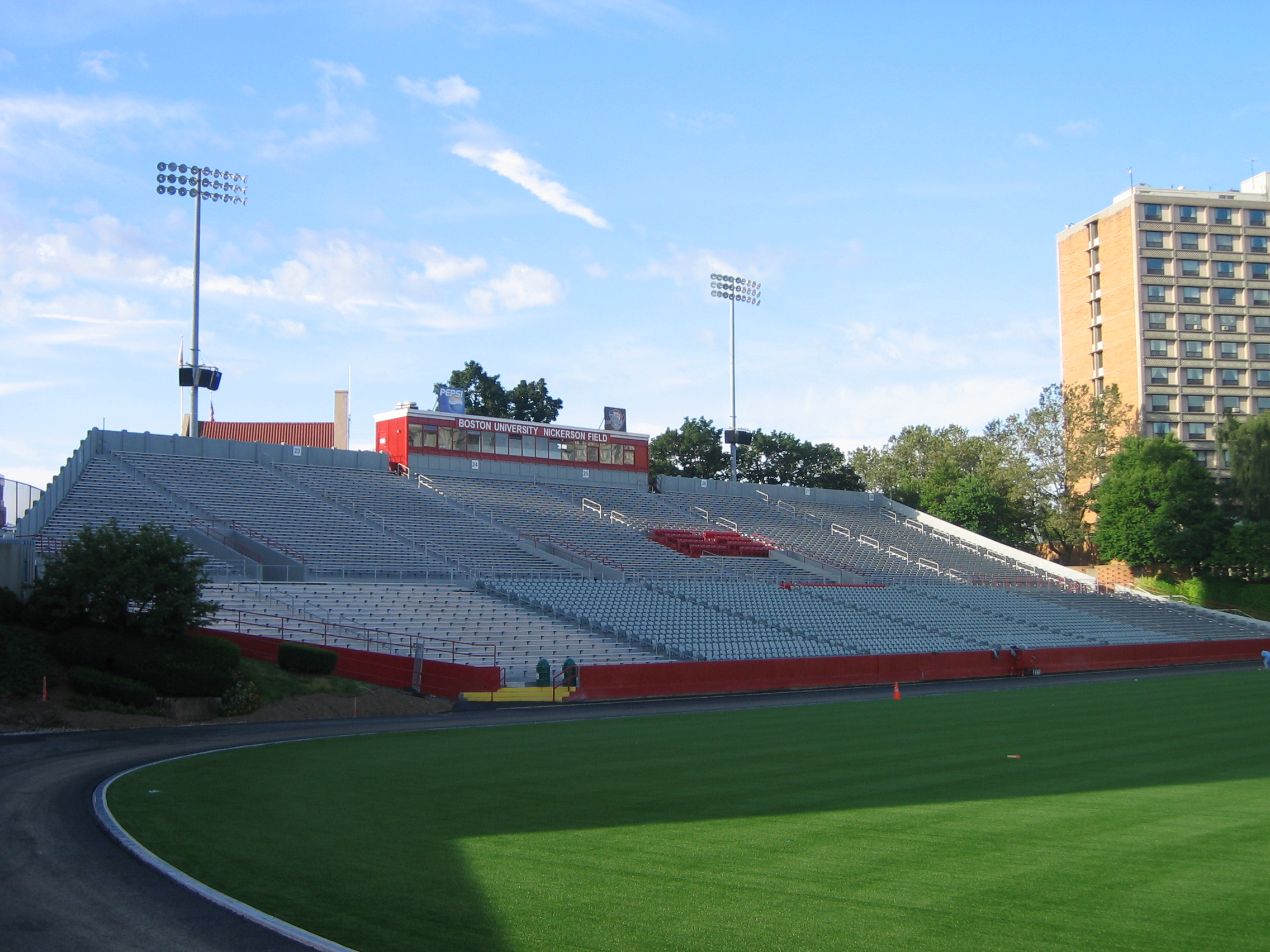
Nickerson Field, 2008, parte del antiguo Braves Field.

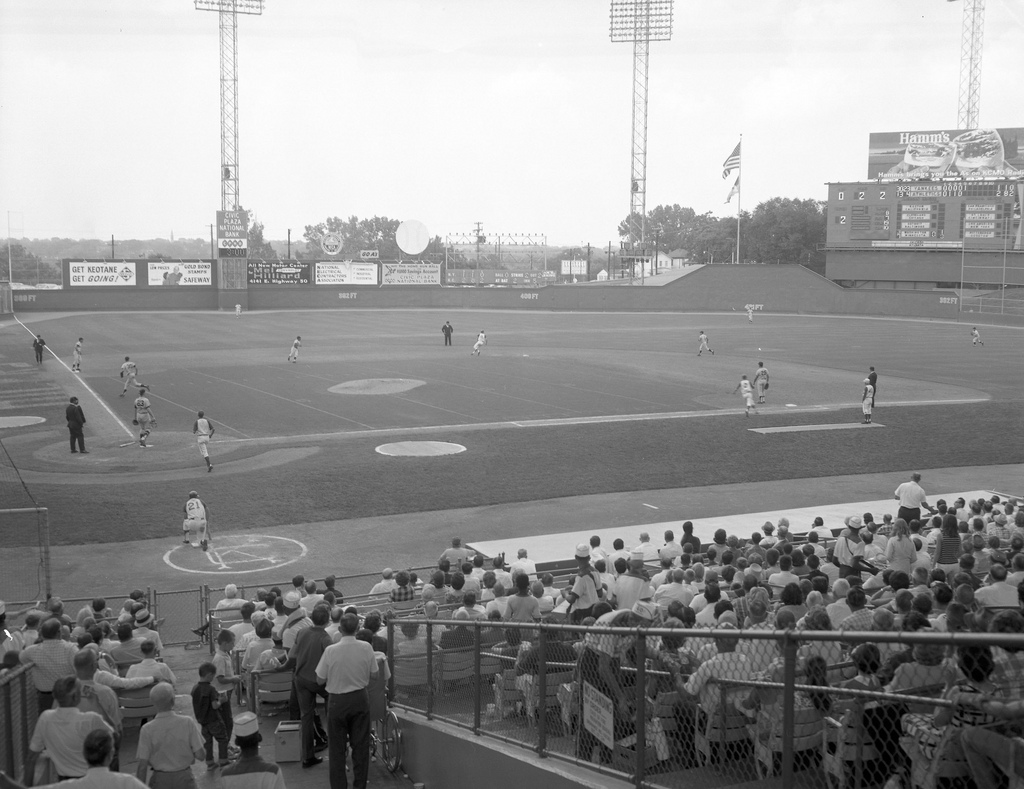
K.C. Athletics vs. Yankees en el Estadio Municipal, agosto de 1966. Antiguo marcador de campo de los Bravos visible a la derecha

Después de comprar a los Braves de Bob Quinn en 1945, el dueño Lou Perini, citando la baja asistencia, trasladó a los Bravos a Milwaukee justo antes de la temporada de 1953, dejando a los Bravos Field vacantes. Los Braves habían atraído a menos de 300.000 fanáticos en 1952, después de atraer a más de 1 millón en 1947, 1948 y 1949. Milwaukee había sido el sitio del equipo de la Liga Menor de los Braves, los Cerveceros de Milwaukee , y los Bravos habían bloqueado un intento anterior de los St. Louis Browns se mudarán a Milwaukee. Con los Braves desaparecidos, la Universidad de Boston compró rápidamente la antigua casa de los Bravos el 30 de julio de 1953, cambiándole el nombre a Boston University Fieldy utilizándolo para sus estudiantes atletas, un uso que permanece hoy en día. El scoreboard restante se vendió y se trasladó al Estadio Municipal de Kansas City.

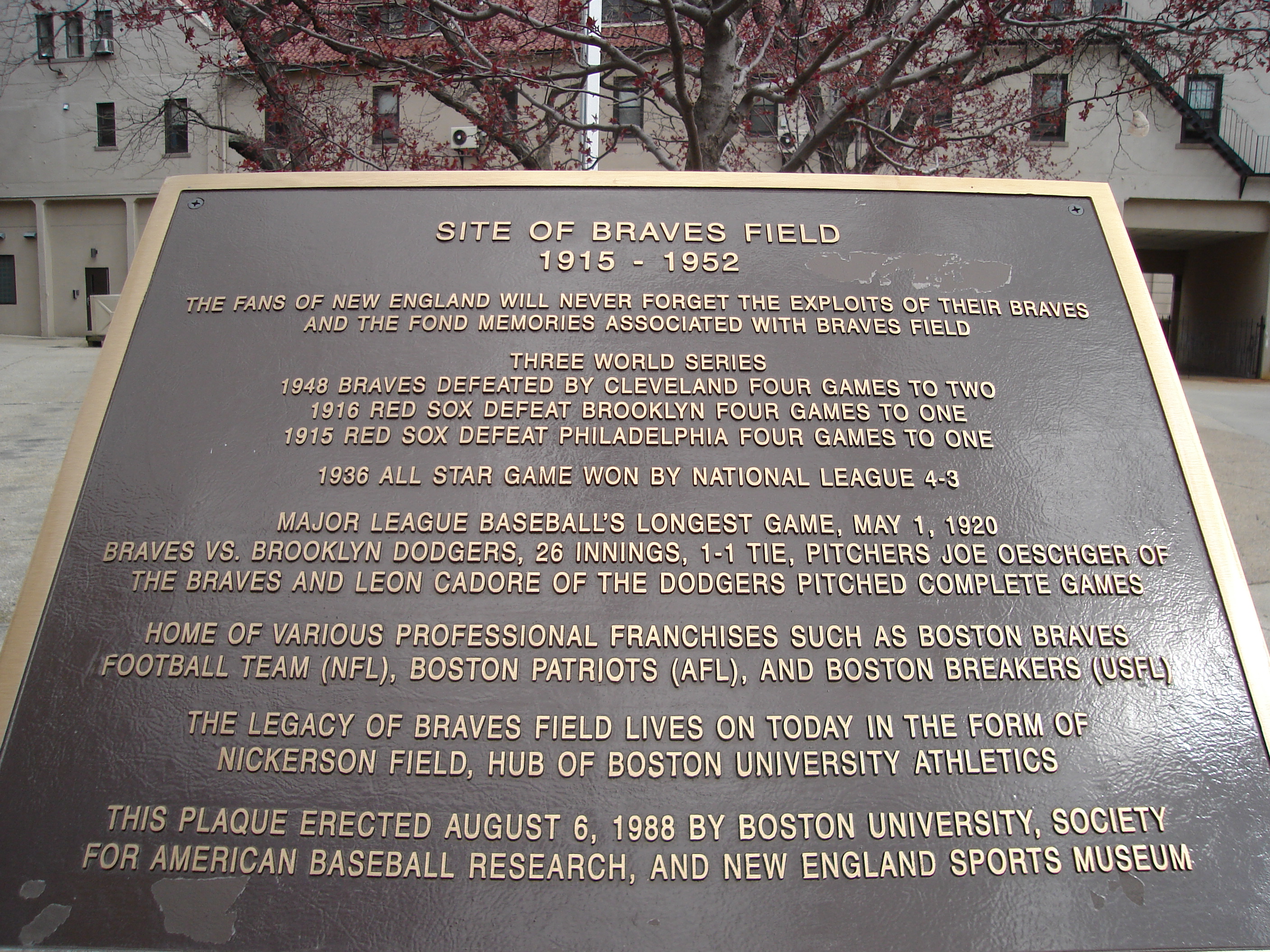
Plaqueta del Braves Field

El antiguo estadio de béisbol se usó como está hasta 1955, cuando la Universidad de Boston reconfiguró las gradas y los terrenos. La remodelación reemplazó a todas, excepto a la tribuna del pabellón, al final de la línea de la derecha, que se mantuvo como el núcleo de asientos de un estadio de fútbol americano, fútbol, hockey sobre césped y pista y campo. El estadio inicialmente se llamó "Boston University Field" y más tarde se le cambió el nombre a Nickerson Field. Junto con el pabellón, se conservó el muro exterior original, aunque una parte de ese muro a lo largo de lo que hoy es Harry Agganis Way se reemplazó por cercas de hierro forjado en 2008. La oficina de boletos del estadio se convirtió en la estación de policía Universidad de Boston. El resto de la estructura del estadio fue reemplazada por dormitorios que cubrían la antigua tribuna principal; y el Centro de Educación Física de Case, que alberga el Walter Brown Arena y el Case Gym en las inmediaciones del pabellón del jardín izquierdo a lo largo de la calle Babcock . De los parques de pelota de Jewel Box demolidos , Braves Field tiene la mayor proporción de remanentes visibles aún en pie, ya que ningún otro estadio de béisbol anterior tiene alguna parte de sus asientos aún en uso.